# Terremoto di Lisbona del 1531
Il terremoto di Lisbona del 1531 si verificò nel  Regno del Portogallo tra le 4 e le 5 del mattino del 26 gennaio 1531 (ora locale).
Il sisma e il successivo tsunami provocarono circa 30 000 vittime. Nonostante la sua gravità, il cataclisma è stato a lungo dimenticato fino alla riscoperta di cronache del tempo avvenuta all'inizio del XX secolo.

## Storia
Si presume che il sisma sia stato causato dalla faglia del basso Tago e fu preceduto da due terremoti premonitori verificatisi il 2 e il 7 gennaio. I danni alla città di Lisbona, specialmente nella zona centrale, furono ingenti: andarono distrutti circa un terzo degli edifici e vi furono 1000 vittime causate dalla sola scossa iniziale.

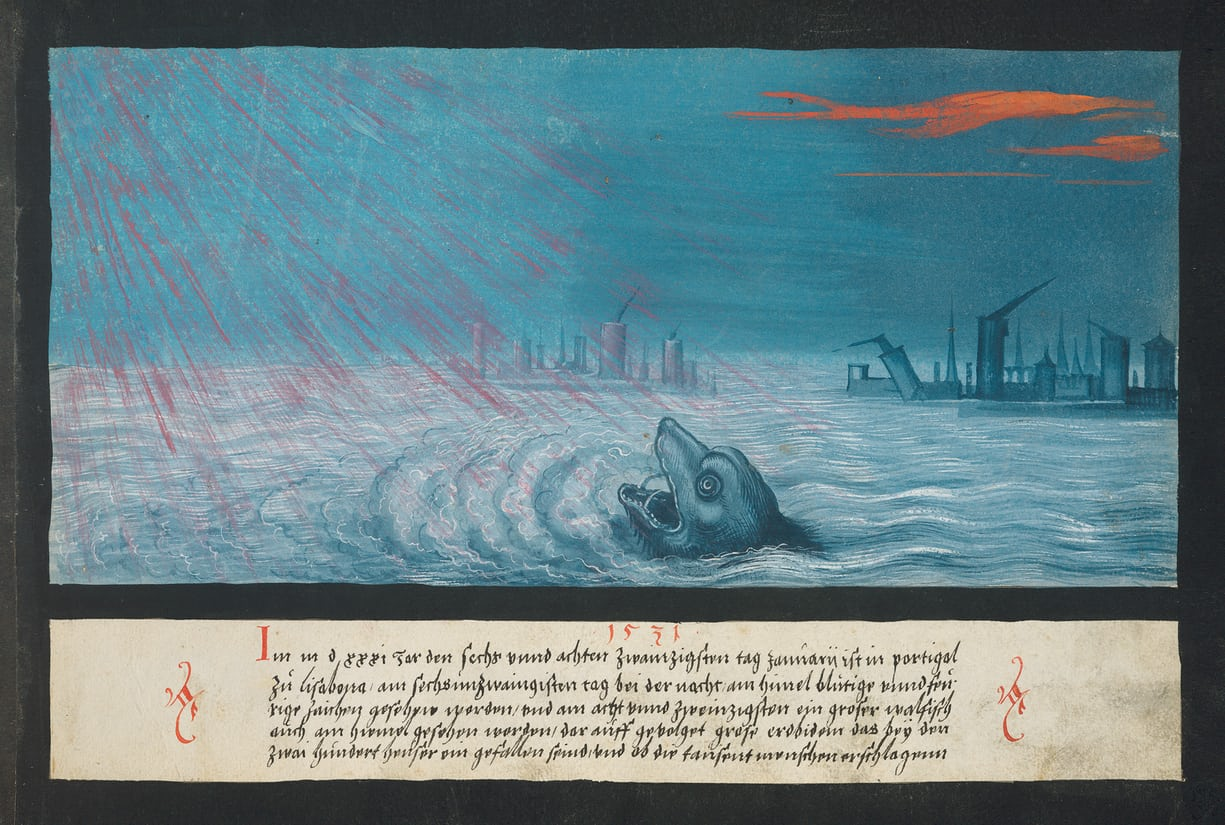
Una raffigurazione del terremoto di Lisbona nel Libro dei miracoli di Augusta (1550), folio 119.

Le cronache del tempo riportano inondazioni lungo il fiume Tago, navi scagliate contro gli scogli e altre rimaste a secco sul fondo del fiume per l'improvviso deflusso delle acque. Lo studio condotto da Miranda e altri conclude che "queste osservazioni sono compatibili con il verificarsi di un'ampia modifica del fondale dell'estuario, provocate da spostamenti tettonici o del terreno".

## Conseguenze
Al terremoto fecero seguito altre repliche di forte intensità e la paura di un altro evento sismico era molto forte; in tutto il regno si verificarono episodi di isteria di massa accompagnati da ogni tipo di azioni di carattere religioso (donazioni, pellegrinaggi, sermoni eccetera) e le reazioni furono molto simili a quelle seguite al terremoto di Lisbona del 1755, dal rifugio del re in un accampamento di tende a Palmela fino alle ripercussioni religiose e civili e alla risposta dello Stato.
Dopo il terremoto si diffuse molto rapidamente la convinzione, chiaramente incoraggiata dai frati di Santarém, che il disastro era una punizione divina (ira Dei) la cui colpa ricadeva sulla comunità ebraica del Portogallo. Il poeta e commediografo Gil Vicente, che era presente in città al momento del sisma, contrastò personalmente questa situazione, rimproverando aspramente i frati per fomentare queste paure, in una lettera dai toni forti indirizzata al re Giovanni III, evocando il rischio di massacri degli ebrei e dei nuovi cristiani (gli ebrei di recente conversione).

## Riscoperta
Il terremoto del 1531, così come quello del 1321, fu quasi del tutto dimenticato fino all'inizio del XX secolo. Nel 1909, un quotidiano portoghese riportò la notizia del ritrovamento di un manoscritto anonimo di un testimone oculare che raccontava il disastro. Nel 1919 in una libreria di Lisbona fu rinvenuta una lettera di quattro pagine indirizzata al marchese di Tarifa che descriveva anch'essa il terremoto. Sempre nel 1919, la ricerca di Sousa sul terremoto del 1755 trovò ulteriori prove dell'evento del 1531, in particolare dall'esame delle risposte all'indagine condotta nel 1758 da Sebastião José de Carvalho e Melo, primo marchese di Pombal (Portogallo), a seguito del terremoto del 1755, che contenevano una domanda in merito a terremoti simili avvenuti in precedenza.